# Cosmobunus auratus
Cosmobunus auratus is een hooiwagen uit de familie Sclerosomatidae.